# Borgo dei Greci
Borgo dei Greci è una strada del centro storico di Firenze, che corre da piazza di Santa Croce angolo via de' Benci a piazza di San Firenze angolo via dei Leoni/via dei Gondi. Lungo il tracciato si innestano: via de' Bentaccordi, via de' Magalotti e via del Parlagio.

## Storia

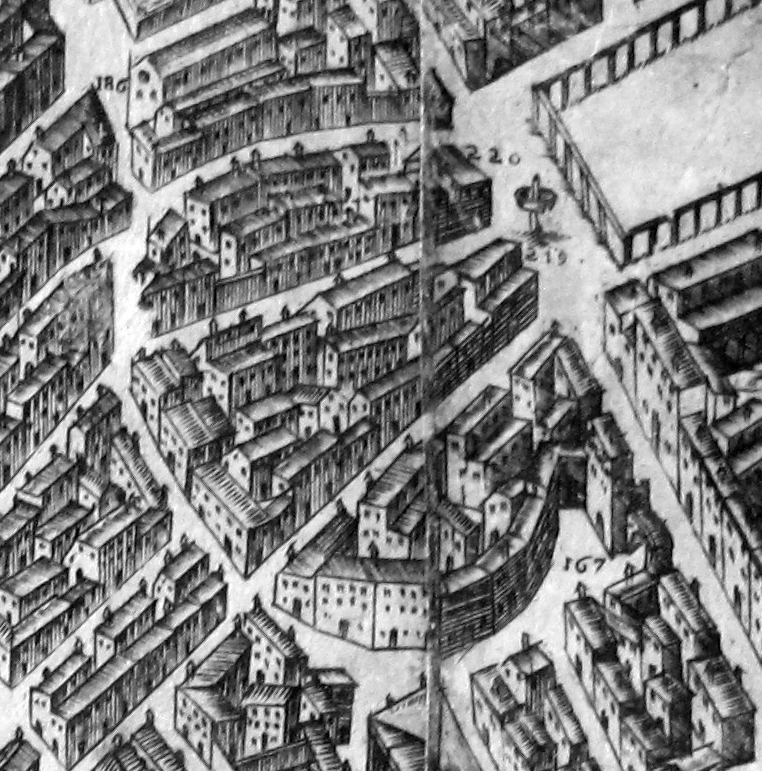
La forma dell'anfietrao romano, attraversata per lungo dalle direttrici di via dell'Anguillara e Borgo dei Greci

I "borghi" erano nella Firenze altomedievale i nomi delle strade che uscivano da una porta cittadina della vecchia cerchia, lungo le quali ben presto iniziarono ad allinearsi case ed edifici vari. In questo caso il borgo usciva dalle mura romane attraverso la "Porta della Pera" (dal nome della famiglia Peruzzi che dominava questa parte di città), e arrivava ad attraversare, nel tratto più esterno, l'area dell'antico anfiteatro romano di Firenze.
La strada probabilmente esisteva anche prima del Duecento, anche se risulta documentata solo nel corso del XIII secolo.
Il nome deriva dall'antica famiglia fiorentina dei Greci, che Dante fa citare da Cacciaguida nel Canto XVI del Paradiso, che nel XIV secolo era già caduta in disgrazia a causa della sua fede ghibellina. Giovanni Villani scrisse poi che a loro apparteneva "tutto il Borgo de' Greci" e che già alla sua epoca essi non vi vivevano più, essendosi ormai trasferiti a Bologna. Le case dei Greci vennero tutte acquistate dai Peruzzi, il cui stemma è ben visibile sui primi due edifici che si incontrano venendo da piazza Santa Croce. La strada è ricordata anche da Boccaccio nella novella di fra' Cipolla. Del tutto infondata è invece l'ipotesi che i Greci fossero gli ospiti provenienti da Costantinopoli per il Concilio di Firenze voluto da Eugenio IV, essendo il nome della strada attestato ben prima.

## Descrizione
La carreggiata è a lastrico posato alla rinfusa, con marciapiedi da ambedue i lati. Il flusso pedonale è elevato, trattandosi di un tracciato che collega due tra le maggiori emergenze artistiche fiorentine, piazza Santa Croce e (tramite piazza San Firenze) piazza della Signoria. In ragione di questo continuo passaggio la strada si è andata nel tempo caratterizzando sempre più come commerciale, con numerosi negozi di articoli per turisti.

### Preesistenze
La via ha inoltre avuto fin dall'antichità un connotato religioso. Qui si trovava l'antico tempio di Iside, più o meno sotto il complesso di San Firenze, e nel medioevo la chiesa di San Fiorenzo, demolita per far posto al nuovo complesso religioso. Dal punto di vista archeologico, la via attraversa anche quello che fu l'anfiteatro romano di Firenze.
Si sa che nella via si riuniva la Compagnia dei Santi Cosma e Damiano degli Speziali, Medici e Cerusici, forse in un sotterraneo nei pressi del complesso di San Firenze. 

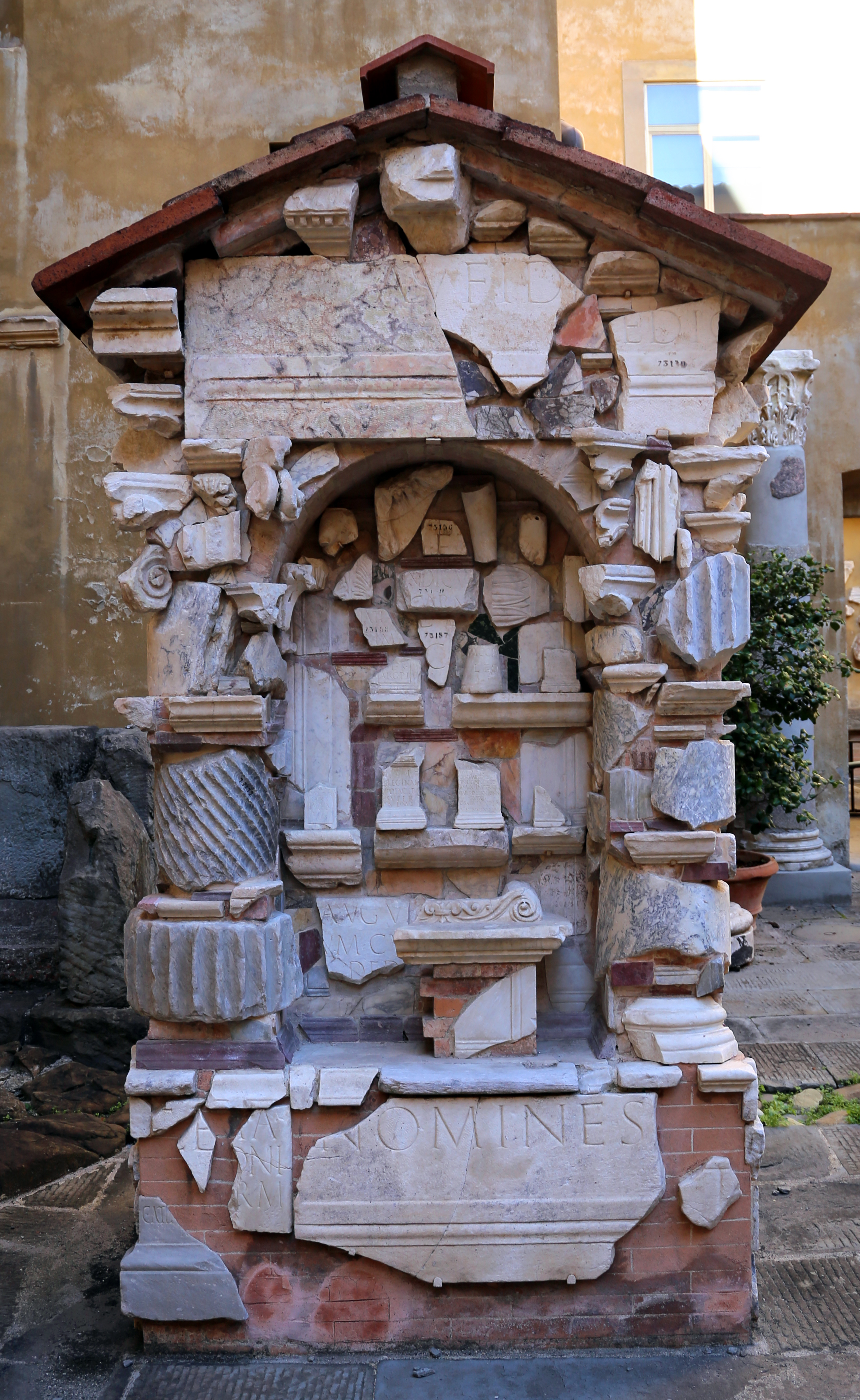
Ritrovamenti presso il tempio di Iside, Museo archeologico nazionale di Firenze
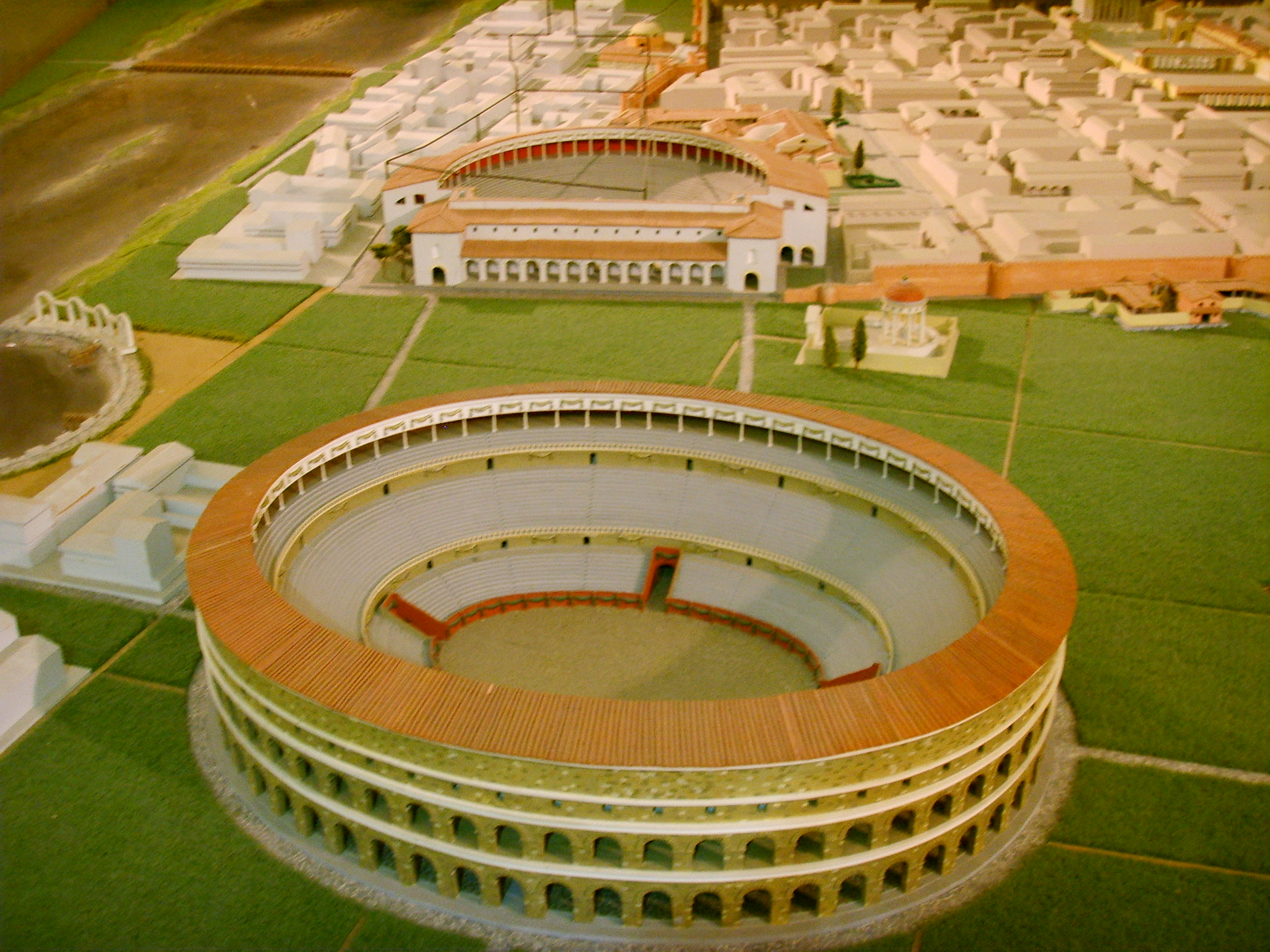
Ricostruzione dell'anfiteatro
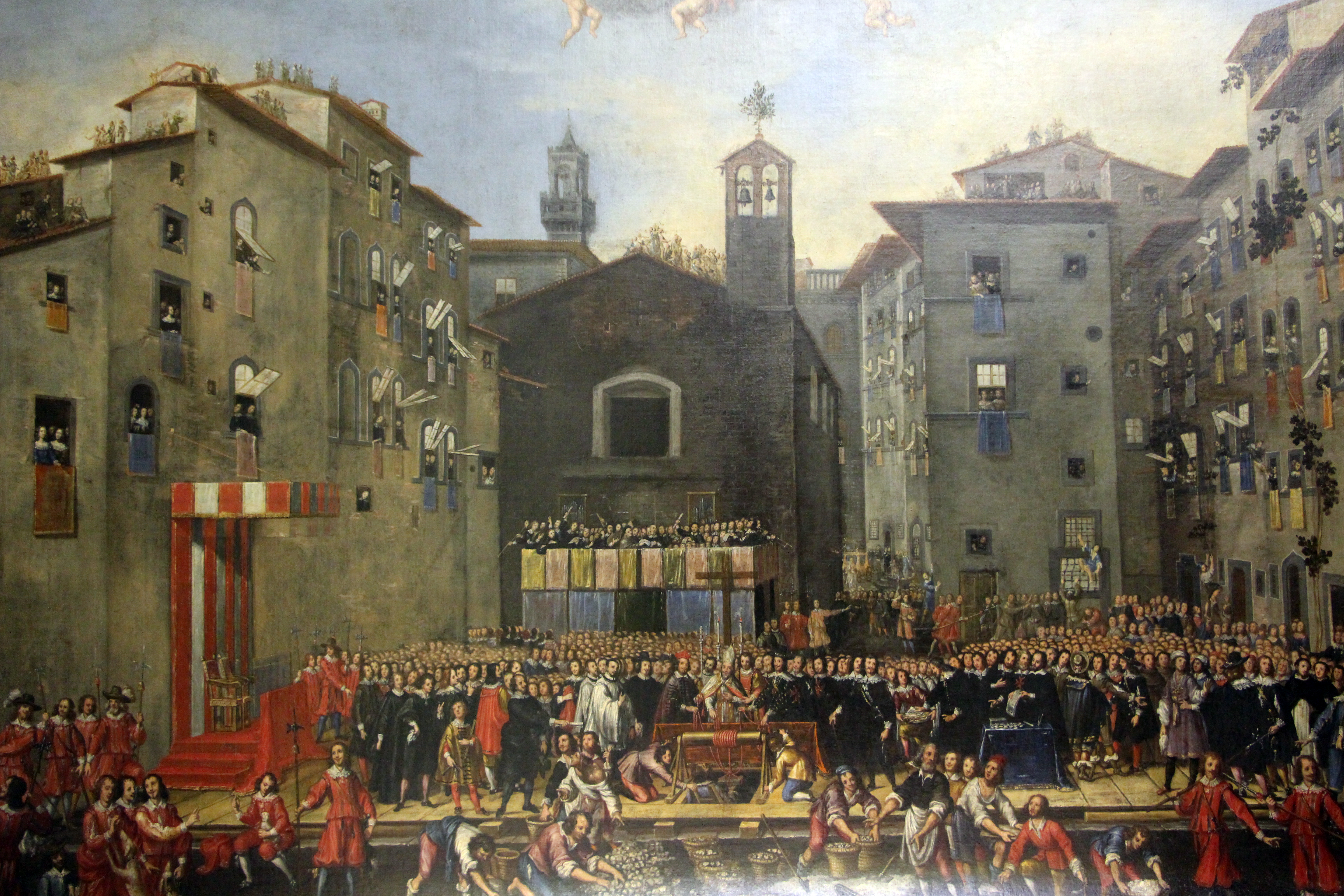
La chiesa di San Fiorenzo

### Edifici
Sulla strada si trovano varie residenze patrizie e non, per lo più appartenute, in diverse epoche, alla famiglia Peruzzi. Fa eccezione il palazzo Tafani da Barberino, dove resta uno scudo con la forma antica di quella famiglia che sarà poi celebre come Barberini.
| Immagine | N°          | Nome                              | Descrizione |
| -------- | ----------- | --------------------------------- | --- |
|          | 1-1A        | Palazzo Mari                      | Posto sull'angolo di via de' Benci, l'edificio costituiva originariamente un'unica fabbrica con i palazzi lungo quel tratto di strada, come indica la continuità degli archi trecenteschi del piano terreno. Sull'angolo di borgo de' Greci ricorre, oramai del tutto abraso, lo stemma dei Peruzzi (d'azzurro, a sei pere d'oro, picciolate e fogliate di due pezzi di verde). |
|          | s.n.        | Casa Chiavacci                    | L'edificio, che segna le cantonate di piazza Santa Croce e di via dell'Anguillara, conserva al piano terreno le bozze di pietra della fabbrica trecentesca, con gli scudi recanti l'arme de' Peruzzi. Questi appaiono scolpiti nella pietraforte (complessivamente in numero di quattro, due a guardare la piazza e uno per ciascun affaccio sulle via a lato), ancora leggibili per quanto deteriorati e consunti dal tempo, a indicare un altro dei molti possedimenti della famiglia nella zona. Vicino agli stemmi si trovano anche i pietrini dei Capitani di Orsanmichele (ŐSM), a ricordare il loro antico possesso dell'edificio. |
|          | 3           | Palazzo Peruzzi-Bourbon del Monte | Si tratta del prospetto frontale del palazzo nato dall'unione delle case anticamente della famiglia Peruzzi, erette sui resti dell'anfiteatro e, in parte, delle mura del penultimo cerchia muraria. Su questa facciata è, a destra lo scudo con l'arme dei Peruzzi, a sinistra quello dei Bourbon del Monte Santa Maria (d'azzurro, a tre gigli d'oro, 2.1, e alla banda attraversante di rosso). Accanto al palazzo, sinistra esiste uno slargo in cui si vedono gli sporti su mensoloni, sia in pietra sia in legno. |
|          | 6           | Casa con stemma                   | La casa su due assi per tre piani si distingue per un grande stemma sulla facciata, parzialmente abraso nella parte superiore e appartenente a una famiglia non identificata, forse Gallizioli (troncato: nel 1° d'azzurro, al gallo ardito di nero, crestato e barbato di rosso, sostenuto dalla partizione; nel 2° d'oro, a tre bande di rosso) col capo di Santo Stefano. |
|          | 7           | Palazzo Maglione                  | Già parte del grande palagio dei Peruzzi al quale si addossa, l'edificio appare attualmente rimaneggiato in stile neoclassico, e segnalato come passato di proprietà alla famiglia Maglione. Il piano terreno, come consuetudine delle riletture che nell'Ottocento sono state fatte degli edifici antichi di questa zona, mostra gli intonaci lavorati a finte pietre. Nell'androne si conservavano due memorie in ricordo dei soggiorni di Coluccio Salutati e dell'imperatore Giovanni Paleologo (quest'ultima poi trasferita nell'antistante androne di palazzo di Ubaldino Peruzzi). |
|          | 10-12-14    | Palazzo di Ubaldino Peruzzi       | In questo luogo ebbe varie proprietà un ramo della famiglia Peruzzi fin dal Trecento, e a questo periodo risale la fondazione del nucleo originario del grande palazzo, come indicano i pilastri e varie memorie presenti nel cortile. Le forme attuali della fabbrica furono comunque conferite a partire dagli anni quaranta del Seicento quando, su committenza di Ludovico di Gherardo Peruzzi e probabile progetto dell'architetto Gherardo Silvani. L'edificio divenne la sede principale della famiglia nel 1772, quando Bindo Peruzzi vi si trasferì in seguito alla vendita del palazzo antistante. Proprietà dei Peruzzi fino al 1899 venne acquistato nel 1901 da Vittorio Grazzi, professore di medicina e appassionato di antichità. La notorietà del palazzo è in buona parte legata al fatto che fu residenza di Ubaldino Peruzzi e di sua moglie Emilia Toscanelli, ovvero al felice momento in cui Firenze fu capitale d'Italia (1865-1871) avendo avuto Ubaldino, già rappresentante del Governo provvisorio Toscano, come sindaco.                                                                   |
|          | 11r-13r-15r | Case Peruzzi                      | L'edificio è porzione del palazzo ora di proprietà della famiglia Malenchini che ingloba la torre dei Peruzzi. Presenta sull'angolo di via de' Bentaccordi uno scudo con l'arme dei Peruzzi, che ricorre sulla chiave di volta del primo arco ribassato sulla via. |
|          | 20          | Palazzo Tafani da Barberino       | L'edificio affaccia davanti allo sbocco di via Magalotti. Presenta uno scudo con tre tafani (in riferimento alla famiglia Tafani da Barberino che lo ebbe come proprietà) e una memoria che ricorda come il palazzo quattrocentesco sia stato restaurato da Beatrice Corsini nei Pandolfini nel 1828. Restauro che evidentemente ha comportato la ricostruzione ex novo di molte parti, come da prassi propria del tempo, conferendo al palazzo un'aria un po' falsa, propria di un edificio nuovo seppure in stile. |
|          | 11          | Casa Peruzzi                      | Si tratta di una casa, come annota Marcello Jacorossi (Palazzi 1972), "ridotta di carattere moderno e insignificante", che tuttavia segnala le proprie antiche origini nel disegno del piano terreno, a indicarla come una delle tante proprietà che la famiglia Peruzzi aveva lungo la via e sulla vicina omonima piazza. Le armi della famiglia ricorrono in una formella mistilinea posta al limitare del palazzo ora Malenchini. A fianco è l'insegna dello Spedale degli Innocenti, con un bambino in fasce, a documentare la proprietà della casa nel Cinquecento, e più avanti un pietrino del monastero di San Gaggio. Da segnalare anche la presenza di un piccolo tabernacolo e di una buchetta del vino. |
|          | 15          | Casa                              | In angolo con via dei Magalotti, si trova un edificio con un semplice prospetto su tre piani e cinque assi. Gli elementi più interessanti si trovano su via de' Magalotti, dove è stato rimessa in luce, probabilmente all'inizio del XX secolo, la cantonata medievale in pietraforte, e si trovano una mensolina in pietra dall'aspetto trecentesco, che sorregge un aggetto, e una buchetta del vino con cornice in pietra. Inoltre su borgo dei Greci si trova un pietrino molto abraso, ma in cui è riconoscibile probabilmente lo stemma della Compagnia della Purificazione presso lo Spedale del Melani, che in antico dovette possedere l'edificio. |
|          | 17          | Casa                              | Si tratta di una casa con resti medievali rimessi in luce al piano terra, e caratterizzata da quattro piani su quattro assi. Sul portale è rilevabile un primo pietrino, recante un'iscrizione con l'abbreviazione CVM, relativa all'oratorio della Concezione della Vergine Maria di via de' Fibbiai, seguita dal numero 21 in cifre arabe, a indicare la posizione dell'immobile nel registro delle possessioni. |
|          | 19          | Casa dei Magalotti                | Posta sull'angolo di via del Parlagio, la casa mostra gli esiti di un intervento di restauro degli anni settanta, che ha messo in luce i resti di una costruzione trecentesca riconducibile a una torre dei Magalotti. In effetti, come ricorda una lapide poco lontano, qui si trovavano proprietà di questa e della famiglia Mancini, atterrate per fare posto alla grande fabbrica dei Filippini che estende il proprio fronte su piazza San Firenze. Notevoli gli aggetti su mensole (in parte in pietra in parte in legno) che danno su via del Parlagio, creando un pittoresco sistema di volumi. |
|          | 21          | Palazzetto                        | In angolo con via del Parlascio si trova un palazzetto dal corpo solido, composto da due piani per sette assi su borgo dei Greci e da aperture più irregolari su via del Parlascio. Il portale principale, con cornice centinata a bugne di pietra sporgenti, presenta un'insegna araldica isolitamente collocata nell'intradosso dell'arco (un monte a sei cime) e sulla chiave di volta della cornice più interna (una stella). La posizione appare alquanto singolare per un emblema familiare, e forse è da mettere in relazione con un istituto religioso, magari gli stessi oratoriani, che si identificavano con il motivo della stella a sei punte (qui presente), accompagnata però solitamente da un cuore raggiato. |
|          | s.n.        | Complesso di San Firenze          | Tutto il lato nord del tratto più a ovest della strada è occupata dall'alta parete del complesso degli Oratoriani di San Filippo Neri, detto comunemente "di San Firenze" dal nome della piazza su cui affaccia, a sua volta intitolata così da una storpiatura del nome della chiesa di San Fiorenzo che qui si trovava anticamente. Il grande edificio fu costruito a più riprese tra il 1645 e 1772, ricorrendo ai migliori architetti presenti nel Granducato, tra cui Pietro da Cortona, Pier Francesco Silvani e Ferdinando Ruggieri. Su questo lato, interrotto dall'apertura di via Filippina (ma pure raccordato tramite un cavalcavia) si trovano alcune lapidi che ricordano la donazione di alcune case da parte delle famiglie Magalotti e Mancini e una dei Signori Otto che doveva garantire la tranquillità del cenobio. Su uno dei portali che danno sui sotterranei, evidentemente destinati a fondaci e magazzini, si vede un n. 4 inciso; numeri simili dovevano trovarsi anche sopra le altre aperture, ed erano usati come riferimento quando l'istituto religioso dava questi locali in affitto. |
|          | 27-29       | Palazzo Columbia Parlamento       | La costruzione, che oggi si presenta all'esterno nelle forme assunte nell'Ottocento, sorge sui resti di antichi edifici tre quattrocenteschi di proprietà dei Peruzzi, in prossimità di quella che era la porta Peruzza della prima cerchia romana. Già attorno alla metà dell'Ottocento il palazzo è ricordato come sede di un elegante albergo, denominato "dello Scudo". Come struttura ricettiva conobbe il suo momento di splendore nel periodo di Firenze Capitale (1865-1871), quando, favorita dalla vicinanza con le sedi del governo, fu individuata come punto di riferimento dai senatori e dai parlamentari della Camera (tanto da assumere la denominazione di Albergo del Parlamento), alcuni dei quali la scelsero come residenza stabile. Sul fronte di borgo dei Greci si trova una lapide dantesca. |

### Lapidi
Al 15, sul palazzo di Ubaldino Peruzzi, si trova una lapide che ricorda lo statista e sua moglie Emilia Peruzzi:
| QUESTA LA CASA DI UBALDINO PERUZZI PATRIOTA, PROMOTORE DELLA RETE FERROVIARIA TRIUMVIRO DELLA LIBERAZIONE DEL 27 APRILE 1859 MINISTRO DELLA LEGGE DI FIRENZE CAPITALE SINDACO GENEROSO DELLA CITTÀ RISORTA E QUI IL SALOTTO DI DONNA EMILIA PERUZZI CUI EDMONDO DE AMICIS DEDICÒ IL SUO “CUORE” DOVE LA LINGUA DEI TOSCANI DIVENNE QUELLA ITALIANA IL LIONS CLUB DI FIRENZE "FIRENZUOLA" COL COMUNE DI FIRENZE NEL 2008 |

Nell'androne dello stesso palazzo si trova una memoria dell'ospitalità data dai Peruzzi all'imperatore bizantino Giovanni VIII Paleologo, in realtà proveniente dall'antistante palazzo Maglione, qui spostata quando vi si trasferì la famiglia Peruzzi.
| IN QUESTA CASA DI RIDOLFO DI BONIFAZIO PERUZZI RISEDÉ DAL 14 FEBBRAIO AL 26 AGOSTO 1439 GIOVANNI PALEOLOGO PENULTIMO DEGLI IMPERATORI GRECI AUSPICE DEL CONCILIO ECUMENICO CELEBRATO IN FIRENZE DAL PONTEFICE EUGENIO IV DEL RITORNO DEI GRECI ALLA CHIESA LATINA PRESENTI I DOTTI D'OCCIDENTE E D'ORIENTE QUANDO LA CITTÀ PRIMEGGIAVA PER ECCELLENZA DI SCIENZE ED ARTI |

Sul palazzo Tafani da Barberino, sotto lo stemma nella forma originaria della famiglia Barberini:
| _QVESTA CASA GIÀ DEI TAFANI DA BARBERINO FV RESTAVRATA DA BEATRICE CORSINI NEI PANDOLFINI L'ANNO MDCCCCXXVIII · |

Avvicinandosi a piazza San Firenze, sulla parete del complesso di San Firenze, una targa ricorda la donazione da parte delle famiglie di Mancini e dei Magalotti di alcuni terreni per costruire il primitivo oratorio:
| MAGALOTTI, ET MANCINI ECCLESIAE S.FLORENTII GEMINAS TVRRES DONARVNT, VT, QVAE,STANTES,ANTIQVITATEM, DIRVTAE,PIETATEM REDOLERENT ANNO DOMINI M.DCXXXXIII |

Traduzione: "I Magalotti e i Mancini donarono le torri gemelle della chiesa di San Fiorenzo affinché erette testimoniassero la devozione così come in rovina testimoniavano l'antichità. Anno del Signore 1643 ".
Poco più avanti, in fronte al n. 45 rosso, si trova una lapide dei Signori Otto, oggi illeggibile, ma nota da trascrizioni:
| LI SS. OTTO PĪBISC CHE.IN TORNO ALLA.CHIESA.DI.S FIR A BRACA 200 NON CI POSSA GIOCARE A PALLA PILLOTTA E PALLON GROSSO: ET,CHE INTRNO A ESSA CHIESA, NON SI FACCIA SPORCIZIE, NE IMMO NDIZIE,DI ALCVNA SORTE, ALLA PENA DI TRATTI DVA DI FVNE ET CATTVRA P CIA SCHEDÑO E CIASCHEDĀ VOL TA,COME P PARTITO DI LO RO SS SOTTO DI 9 9BRE 1622 |

La trascrizione in lingua corrente è: "I Signori Otto probiscono che attorno alla chiesa di San Firenze a braccia 200 non si possa giocare a palla, pilotta e pallone grosso, e che intorno a questa chiesa non si facciano sporcizie e immondizie di alcun tipo, alla pena di due tratti di fune e della cattura per ognuno e ciascuna volta, come per decisione dei lor Signori, 9 novembre 1622". Una lapide simile, a tutela del decoro e della tranquillità dei religiosi, si trova anche in via Filippina.
Infine sul palazzo Columbia Parlamento si trova una lapide dantesca apposta, come molte altre in città, nell'anno 1900:
| NEL PICCOL CERCHIO S'ENTRAVA PER PORTA CHE SI NOMAVA DA QVE' DELLA PERA · -DANTE-PAR · , XVI · 124-126- |

### Tabernacoli

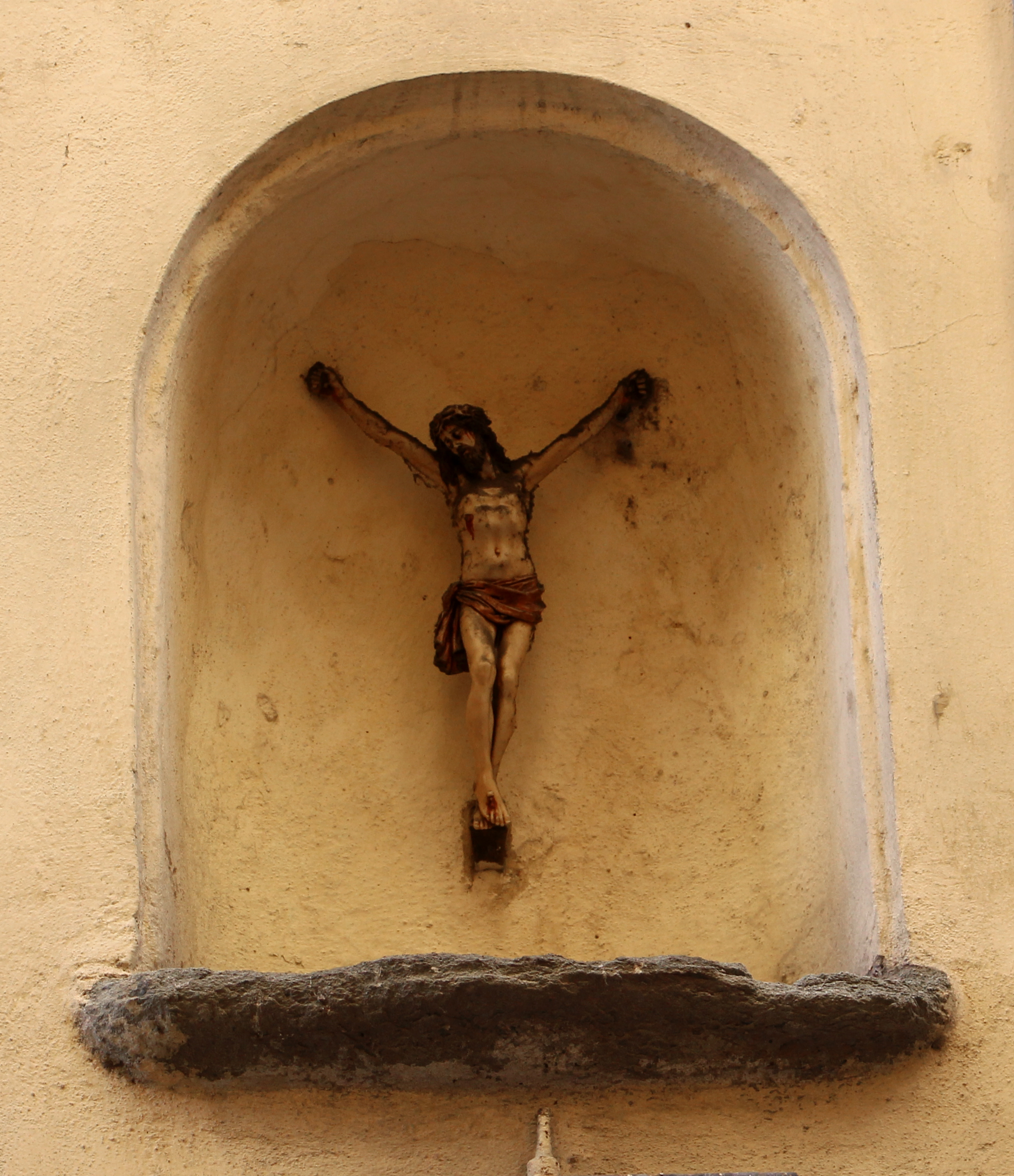
Il tabernacolo al n. 11

L'unico tarbernacolo della via si trova al n. 11, in una nicchia che solo recentemente (dopo il 2016) è stata decorata da una statuetta di Cristo Crocifisso. Un altro tabernacolo si trova su via Filippina, vicino all'angolo con borgo dei Greci, e contiene una Pietà dello scultore Mario Moschi (1950), collocata nel 1955.